# Regierung Dehousse II
Die Regierung Dehousse II war die dritte wallonische Regierung. Sie amtierte vom 27. Oktober 1982 bis zum 11. Dezember 1985.
Von 1981 bis 1985 setzte sich die wallonische Regierung proportional zur Stärke der Parteien im Regionalrat zusammen. Die Sozialistische Partei (PS) stellte drei, die liberale Parti réformateur libéral (PRL) stellte zwei und die Christsoziale Partei (PSC) stellte einen Minister. Im Oktober 1982 gab André Damseaux (PRL), wie vorher abgesprochen, das Amt des Ministerpräsidenten an Jean-Maurice Dehousse (PS) ab.

## Zusammensetzung
| Amt                                                                                      | Name                                  | Partei | Beginn der Amtszeit | Ende der Amtszeit |
| ---------------------------------------------------------------------------------------- | ------------------------------------- | ------ | ------------------- | ----------------- |
| Ministerpräsident und Wirtschaftsminister                                                | Jean-Maurice Dehousse                 | PS     | 27. Oktober 1982    | 11. Dezember 1985 |
| Minister für die Verwaltungsaufsicht über die lokalen Behörden und für Außenbeziehungen  | André Damseaux                        | PRL    | 27. Oktober 1982    | 28. November 1985 |
| Minister für die Verwaltungsaufsicht über die lokalen Behörden und für Außenbeziehungen  | Jean-Maurice Dehousse (kommissarisch) | PS     | 28. November 1985   | 11. Dezember 1985 |
| Minister für Haushalt und Energie                                                        | Philippe Busquin                      | PS     | 27. Oktober 1982    | 11. Dezember 1985 |
| Minister für neue Technologien, kleine und mittlere Unternehmen, Raumordnung und Forsten | Melchior Wathelet                     | PSC    | 27. Oktober 1982    | 11. Dezember 1985 |
| Minister für Wasser, Umwelt und den ländlichen Raum                                      | Valmy Féaux                           | PS     | 27. Oktober 1982    | 11. Dezember 1985 |
| Minister/-in für Wohnungen und Informationstechnik                                       | André Bertouille                      | PRL    | 27. Oktober 1982    | 9. Juni 1983      |
| Minister/-in für Wohnungen und Informationstechnik                                       | André Damseaux (kommissarisch)        | PRL    | 10. Juni 1983       | 28. Juni 1983     |
| Minister/-in für Wohnungen und Informationstechnik                                       | Jacqueline Mayence                    | PRL    | 28. Juni 1983       | 11. Dezember 1985 |

## Umbesetzungen
André Bertouille trat am 9. Juni 1983 zurück und wurde Bildungsminister in der föderalen Regierung Martens V. Seine Nachfolgerin wurde Jacqueline Mayence, bisher Staatssekretärin für Entwicklungszusammenarbeit in der föderalen Regierung.
André Damseaux trat am 28. November 1985 zurück und wurde Bildungsminister in der föderalen Regierung Martens VI.